# Mario Alberto Kempes Stadion
A Mario Alberto Kempes Stadion korábbi nevén:  Estadio Olímpico Chateau Carreras egy labdarúgó-stadion Córdobában, Argentínában. A stadion Córdoba Chateau Carreras nevezetű kerületében található. 
Az 1978-as világbajnokságra építették 1976 és 1978 között, megnyitására 1978. május 16-án került sor. A stadion 57000 néző befogadására alkalmas, ezzel a második legnagyobb létesítmény Argentínában. A rali-világbajnokság keretein belül: 2006-ban és 2007-ben az argentin rali néhány speciális szakaszának is helyszíne volt.
2010 októberében az 1978-as világbajnokság gólkirályáról Mario Alberto Kempesről nevezték el. A 2011-es Copa Américára felújításon esett át.

## Események

### 1978-as világbajnokság
| Dátum            | Pályaválasztó | Eredmény | Vendég    | Részletek  | Nézők  |
| ---------------- | ------------- | -------- | --------- | ---------- | ------ |
| 1978. június 3.  | Peru          | 3–1      | Skócia    | 4. csoport | 37 927 |
| 1978. június 6.  | NSZK          | 6–0      | Mexikó    | 2. csoport | 35 258 |
| 1978. június 7.  | Skócia        | 1–1      | Irán      | 4. csoport | 7 938  |
| 1978. június 11. | NSZK          | 0–0      | Tunézia   | 2. csoport | 30 667 |
| 1978. június 14. | Peru          | 4–1      | Irán      | 4. csoport | 21 262 |
| 1978. június 18. | Ausztria      | 1–5      | Hollandia | A csoport  | 25 050 |
| 1978. június 21. | Hollandia     | 2–2      | NSZK      | A csoport  | 40 750 |
| 1978. június 24. | Ausztria      | 3–2      | NSZK      | A csoport  | 38 318 |